# Ewa Synowiec
Ewa Maria Synowiec (ur. 1961) – polska urzędniczka państwowa i unijna, dyplomata i ekonomistka, doktor nauk ekonomicznych, w latach 2010–2015 dyrektor Przedstawicielstwa Komisji Europejskiej w Polsce.

## Życiorys
Ukończyła Zespół Szkół Ekonomiczno-Administracyjnych we Wrocławiu, następnie studia magisterskie. W 1992 obroniła w Szkole Głównej Handlowej doktorat z zakresu międzynarodowych stosunków gospodarczych na podstawie napisanej pod kierunkiem Elżbiety Kaweckiej-Wyrzykowskiej pracy pt. Jednolity rynek we Wspólnocie Europejskiej i jego konsekwencje dla zewnętrznych stosunków handlowych Polski. W pracy naukowej specjalizowała się w handlu zagranicznym, integracji Polski z Europą, polityce handlowej. Pracowała m.in. w Instytucie Badań Rynku, Konsumpcji i Koniunktur oraz Instytucie Koniunktur i Cen Handlu Zagranicznego. Przez sześć lat (do 2004) kierowała także Departamentem Polityki Integracyjnej Urzędu Komitetu Integracji Europejskiej, zajmując się koordynowaniem przystąpienia Polski do UE. Autorka publikacji naukowych. 
Podjęła pracę w administracji publicznej, była radcą ministra ds. jednolitego rynku i integracji europejskiej, a następnie do końca 2005 zastępcą stałego przedstawiciela RP przy Unii Europejskiej. W 2006 została dyrektorem w Dyrekcji Generalnej ds. Handlu Komisji Europejskiej, gdzie odpowiadała m.in. za handel wyrobami tekstylno-odzieżowymi, nowe technologie, własność intelektualną, zamówienia publiczne i dwustronne stosunki handlowe z Japonią.
Z dniem 1 października 2010 została dyrektorem Przedstawicielstwa Komisji Europejskiej w Polsce. Zakończyła pełnienie funkcji z końcem września 2015, następnie w listopadzie 2015 została doradcą Dyrekcji Generalnej KE ds. Handlu w zakresie wdrażania umów o strefach wolnego handlu między Unią Europejską a Mołdawią, Gruzją i Ukrainą. Później zajęła się w ramach tej Dyrekcji handlem z Afryką, Australią i Oceanią, Południową i Południowo-Wschodnią Azją oraz krajami Karaibów.
W 2004 odznaczona Krzyżem Kawalerskim Orderu Odrodzenia Polski.